# Arthur Hornblow, Jr.
Arthur Hornblow, Jr. (15 de março de 1893 - 17 de julho de 1976) foi um produtor de cinema estadunidense.

## Biografia
Hornblow graduou-se na DeWitt Clinton High School, estudando também em Dartmouth College e New York Law School, serviu na contra-inteligência estadunidense durante a I Guerra Mundial. No início de sua carreia fez filmes de comédia, passando depois a dedicar-se a musicais e filmes de guerra.
Após aposentar-se da indústria cinematográfica em 1962, Hornblow passou a dedicar seu tempo a escrever livros para crianças com sua terceira esposa, Leonora Schinasi.

## Indicações ao Oscar
Como produtor ele foi indicado quatro vezes ao Oscar de melhor filme, porém não vencendo em nenhuma das vezes.
- Ruggles of Red Gap (1935)
- Hold Back the Dawn (1941)
- Gaslight (1944)
- Witness for the Prosecution (1957)

## Filmografia
- Four Hours to Kill! (1935)
- The Princess Comes Across (1936)
- Waikiki Wedding (1937)
- Easy Living (1937)
- High, Wide, and Handsome (1937)
- Midnight (1939)
- The Cat and the Canary (1939)
- The Ghost Breakers (1940)
- Nothing But the Truth (1941)
- The Major and the Minor (1942)
- Gaslight (1944)
- The Hucksters (1947)
- The Asphalt Jungle (1950)
- Million Dollar Mermaid (1952)
- Oklahoma! (1955)
- The War Lover (1962)